# Essossimna Marguerite Gnakadè
Essossimna Marguerite Gnakadè  est une femme politique togolaise.

## Carrière
Fille de militaire, Essossimna Marguerite Gnakadè a été également directrice générale de la Banque togolaise pour le commerce et l'industrie de 2015 à 2018. Elle quitte cette banque en 2018 sur fond de controverse autour de sa gestion,.
Elle est ministre des Armées depuis le 1er octobre 2020 dans le gouvernement Tomégah-Dogbé II. Il s'agit de la première femme à diriger ce ministère au Togo,. Elle est démise de ses fonctions en décembre 2022 et son ministère est rattaché à la présidence de la République.

## Vie privée
Mère de six enfants, elle est l'ancienne épouse de feu Ernest Gnassingbé, demi-frère de Faure Gnassingbé, décédé en 2009.

## Distinctions
- Officier de l'ordre du Mono[9]